# Хансон (Кентаки)
Хансон (енгл. Hanson) град је у америчкој савезној држави Кентаки.

## Демографија
По попису из 2010. године број становника је 742, што је 117 (18,7%) становника више него 2000. године.
| Група             | 2000.       | 2010.       |
| Белци             | 607 (97,1%) | 723 (97,4%) |
| Афроамериканци    | 3 (0,5%)    | 13 (1,8%)   |
| Азијати           | 6 (1,0%)    | 0 (0,0%)    |
| Хиспаноамериканци | 4 (0,6%)    | 2 (0,3%)    |
| Укупно            | 625         | 742         |